# ナガ族
ナガ族（Naga）はインド北東部、ミャンマー国境上に沿うナガ丘陵のナガランド一帯に暮らすモンゴロイド系の民族。人口は約200万人。チベット・ビルマ語派のナガ諸語を話す。

## 由来
ナガとは、この部族がつける耳飾のことで、発音は似ているが、「蛇」を意味するナーガとは無関係である。

## 部族
23部族で構成される。
1. アンガミ・ナガ部族（英語版）
2. アオ・ナガ部族（英語版）
3. en:Chakhesang Naga
4. en:Chang Naga
5. en:Khiamniungan
6. en:Konyak people
7. ロタ・ナガ部族（英語版）
8. en:Pochury
9. en:Phom Naga
10. en:Poumai Naga
11. レングマ・ナガ部族（英語版）
12. en:Rongmei Naga
13. en:Sangtam Naga
14. スミ・ナガ部族（英語版）
15. en:Mao Naga
16. en:Zeliang
17. en:Yimchunger
18. en:Zeme Naga
19. en:Liangmai Naga
20. en:Nocte people
21. en:Tangsa people
22. en:Tutsa Naga
23. en:Wancho Naga

## 特徴

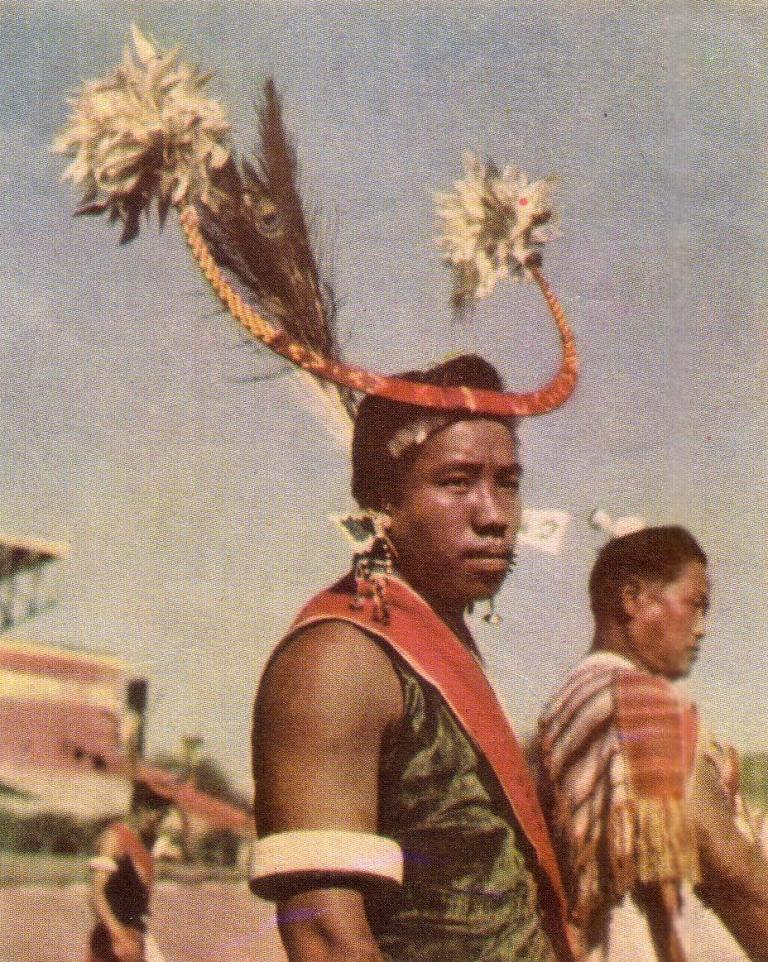
ナガ族の戦士（1960年）

文化形態としては複合巨石文化にあたる。かつては部族間の戦争や首狩りがさかんに行われていたが、第二次大戦後に独立を要求し1963年にナガランド州が成立して以後は「ナガ族」共同体として意識されつつある。政治形態としては北部のコニャックは首長制、南部のアンガミは民主制をとり、北部の首長は一夫多妻であった。各村には首狩りの知識を得るための若者宿が設けられ、祭りに使われる大きな木鼓も保存していた。ロタ族は船形の屋根の家に住み、大家族で構成されていた。

## 生活
焼畑農業を主とし米、アワ、トウモロコシなどを主とし、３～４年の周期で耕作地を移す。集落は丘陵尾根に多数の家屋を密集して営まれる。また家畜としてミトン牛の飼育を行う。ミトンは祭りで供犠された。近年は観光化に力を入れるようになり、毎年、12月にコヒマの近くでサクラニ祭りが開催され、多くの観光客でにぎわうようになった。

## 宗教
元々は山、森、岩などを崇拝対象にしており、部族の相互が首狩りを行っていた。村は戦闘に備えて山上にある。首狩りは若者が一人前になるためのイニシエーションであり、成功すると結婚が許された。勇者の証として刺青が施され、首の形のペンダントを胸から下げた。首が村にもたらされると力が満ちるとされた。巨石を曳いて祀る大規模な祭りによって富を蕩尽したが、それによって名誉を得た。米国人によるプロテスタントの宣教の影響によって、2001年現在ナガ族の約90％がキリスト教徒となっている。各村にキリスト教会が建てられている。

## 文学
- 高野秀行『西南シルクロードは密林に消える』　講談社、2003年。